# Strängbron
Strängbron (hebreiska: גשר המיתרים, Gesher HaMeitarim) är en snedkabelbro i Jerusalem i Israel. Den ligger i den nordvästra delen av staden, och markerar ingången till västra Jerusalem. Bron ritades och konstruerades av den spanske arkitekten och ingenjören Santiago Calatrava. Den används av Jerusalems snabbspårväg (röda linjen), som blev klar för trafik på bron den 19 augusti 2011. Bron har också en gångväg, som gör att fotgängare fritt kan passera mellan Kiryat Moshe och Jerusalems centrala busstation. Bron, som kostade cirka 246 miljoner shekel att bygga, invigdes den 25 juni 2008.
Brons form liknar ett tält i öknen eller en harpa, med kablarna som strängarna. Enligt Calatrava symboliserar den kung Davids harpa. Bron utgör en populär turistattraktion, och har blivit utsedd till "Jerusalems främsta helgedom för modern design" av tidskriften Time.

## Historia
Calatrava besökte Israel för första gången 1997 för en utställning av hans verk i Haifa. Under det besöket inbjöds han till att utforma en gångbro i Petah Tikva, som invigdes 2005. Han blev sedan inbjuden till Jerusalem av stadsingenjören Uri Shetrit och den tidigare borgmästaren Ehud Olmert, som enligt Calatrava utmanade honom att ”göra den vackraste moderna bron”.
Strängbron började byggas 2005, med en uppskattad kostnad på 129 miljoner shekel, långt högre än den ursprungliga uppskattningen på 80 miljoner shekel.

## Bildgalleri

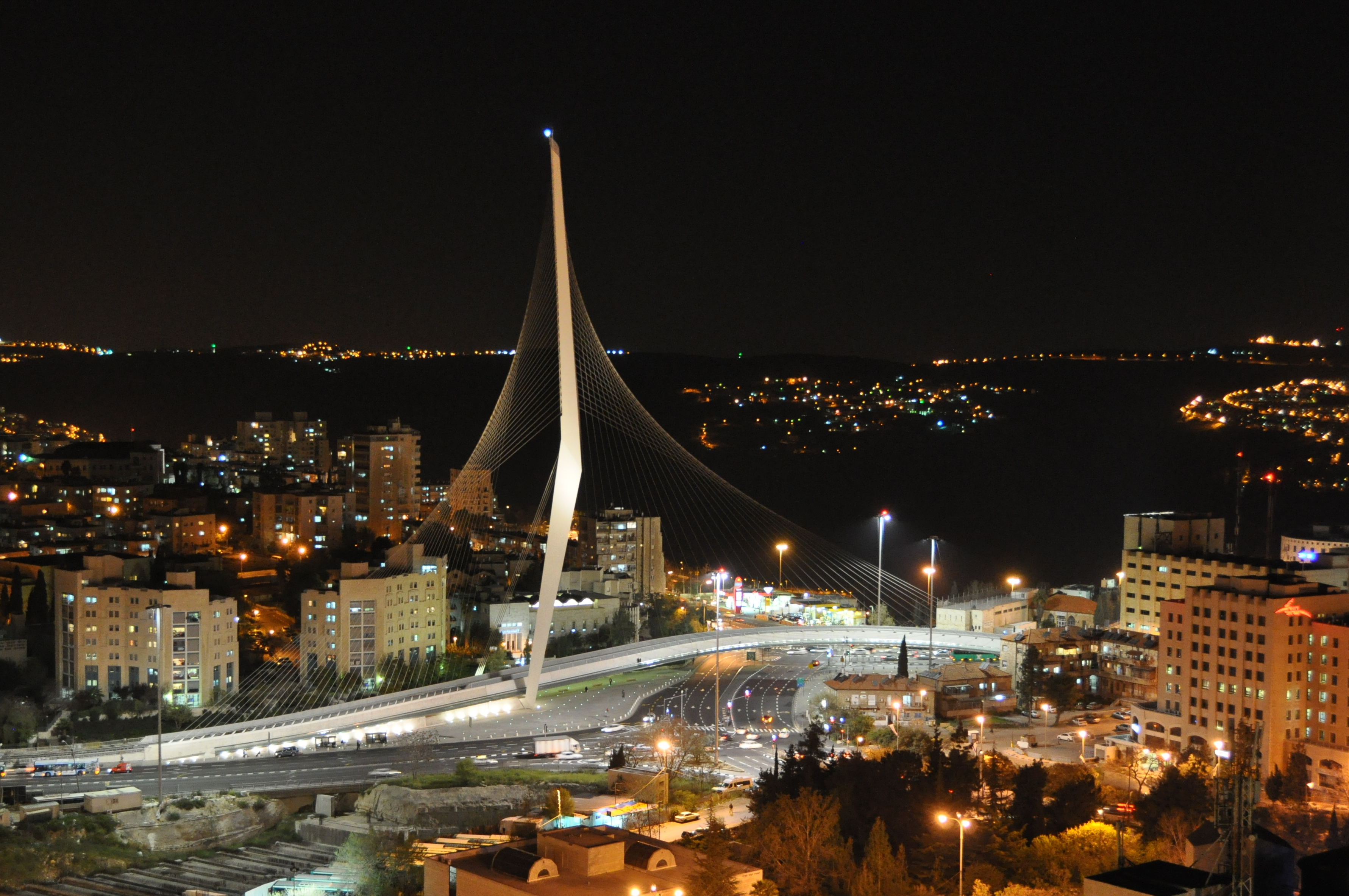
Bron i nattlig vy
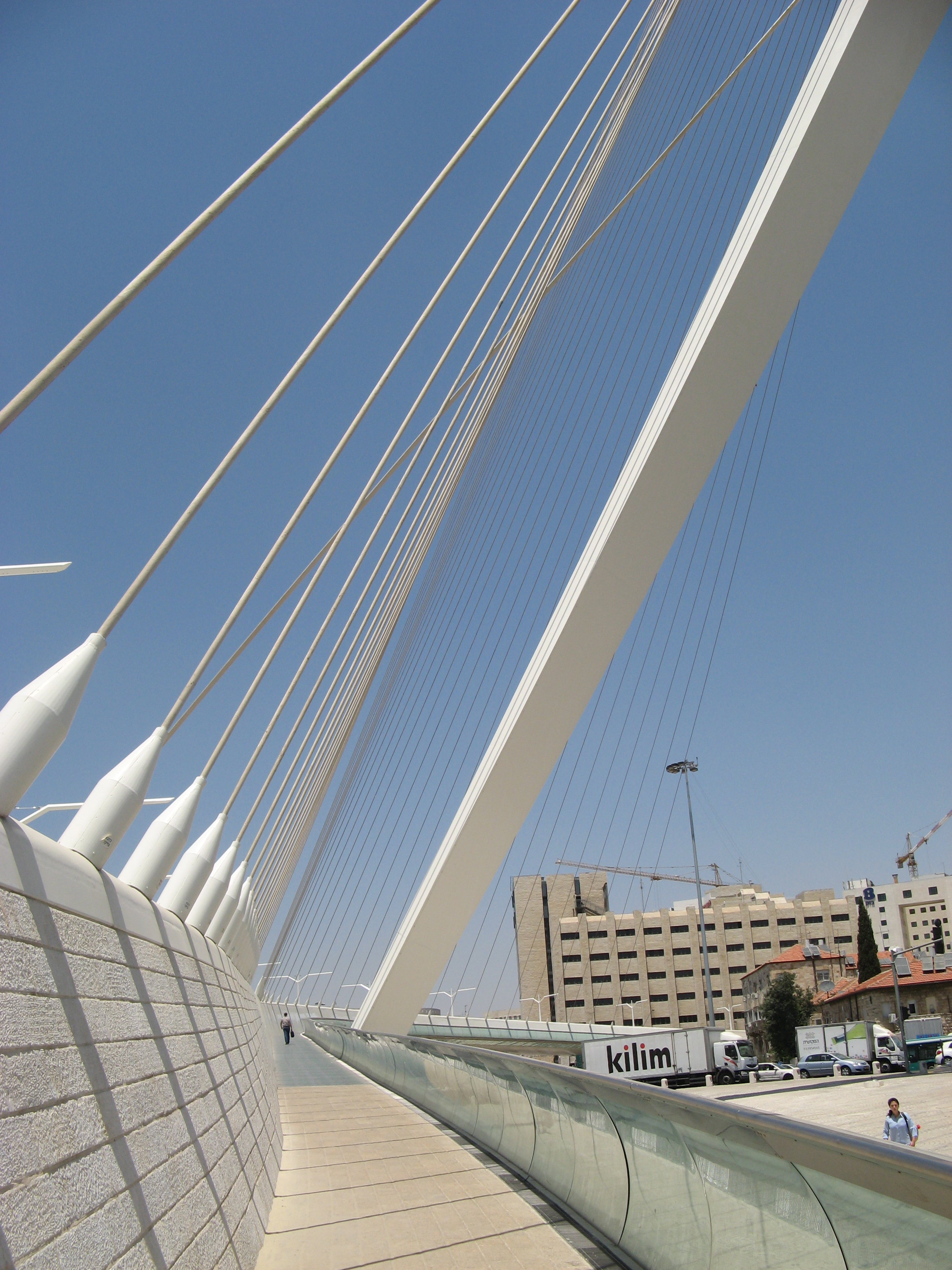
Brons gångväg för fotgängare
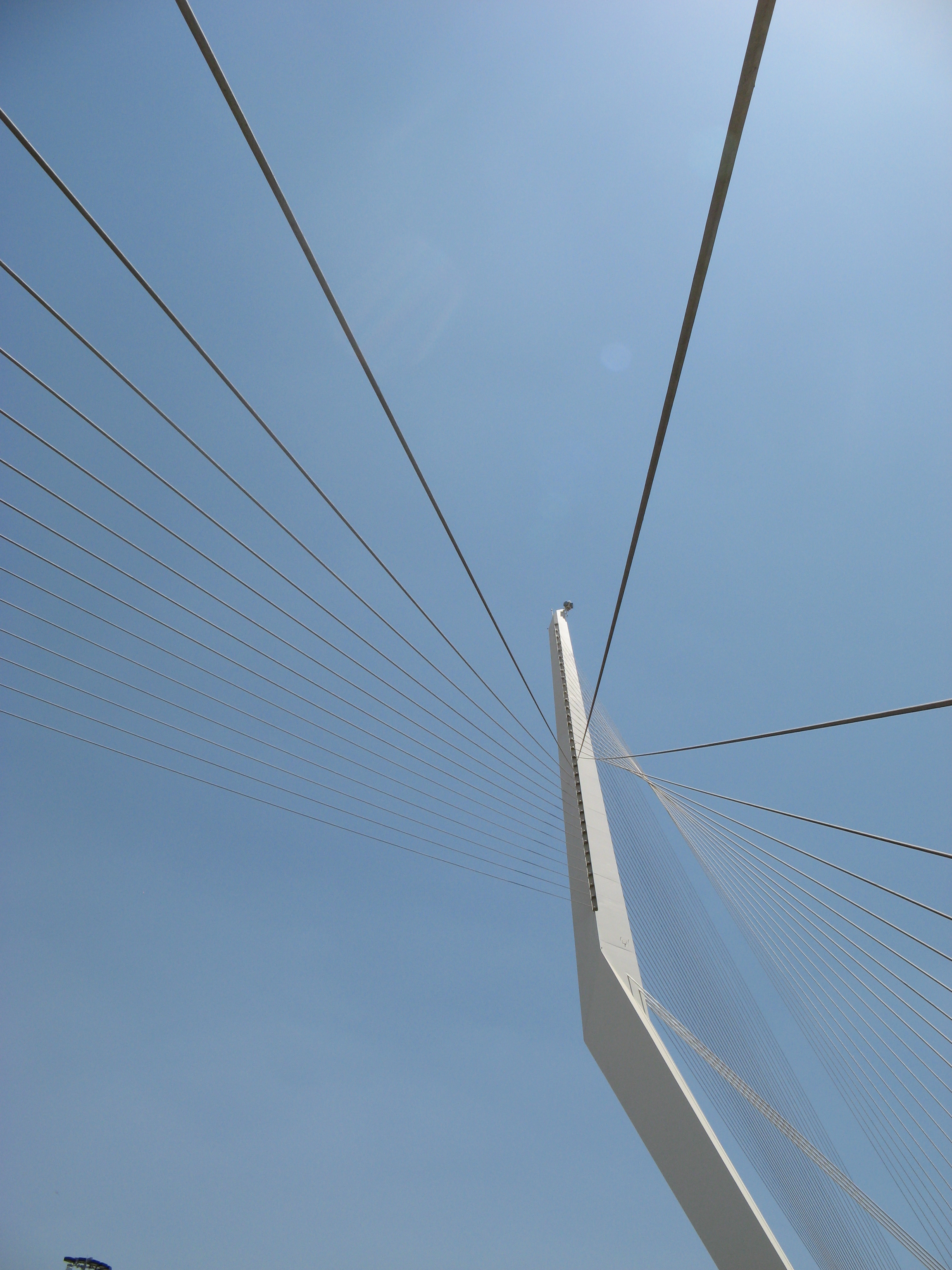
Bron sedd underifrån
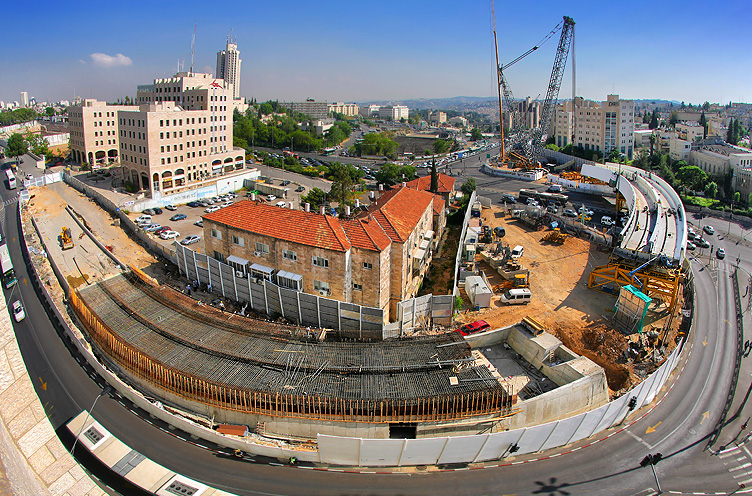
Byggarbete (maj 2007)
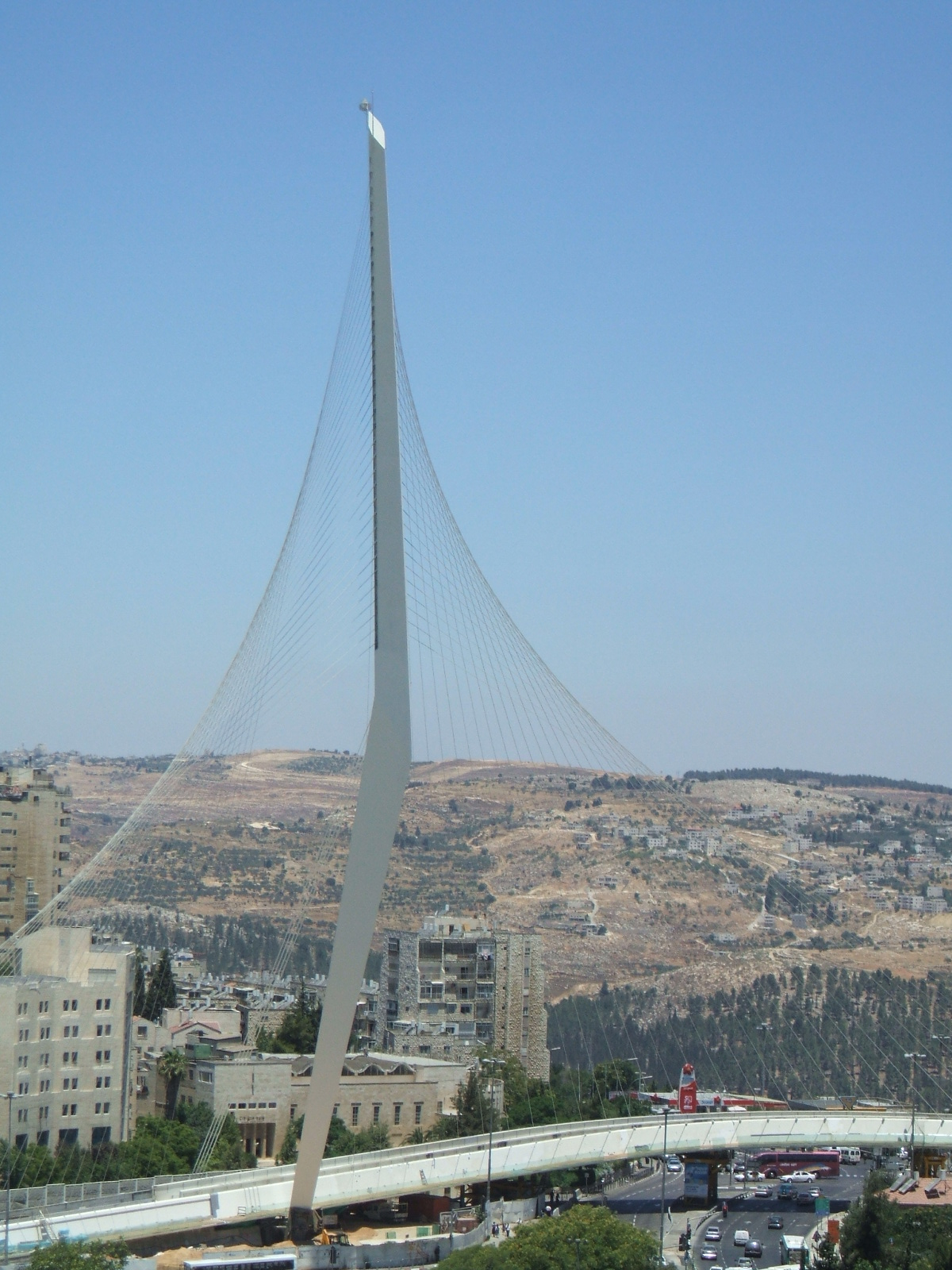
Utsikt över bron från hotellet Crowne Plaza Jerusalem
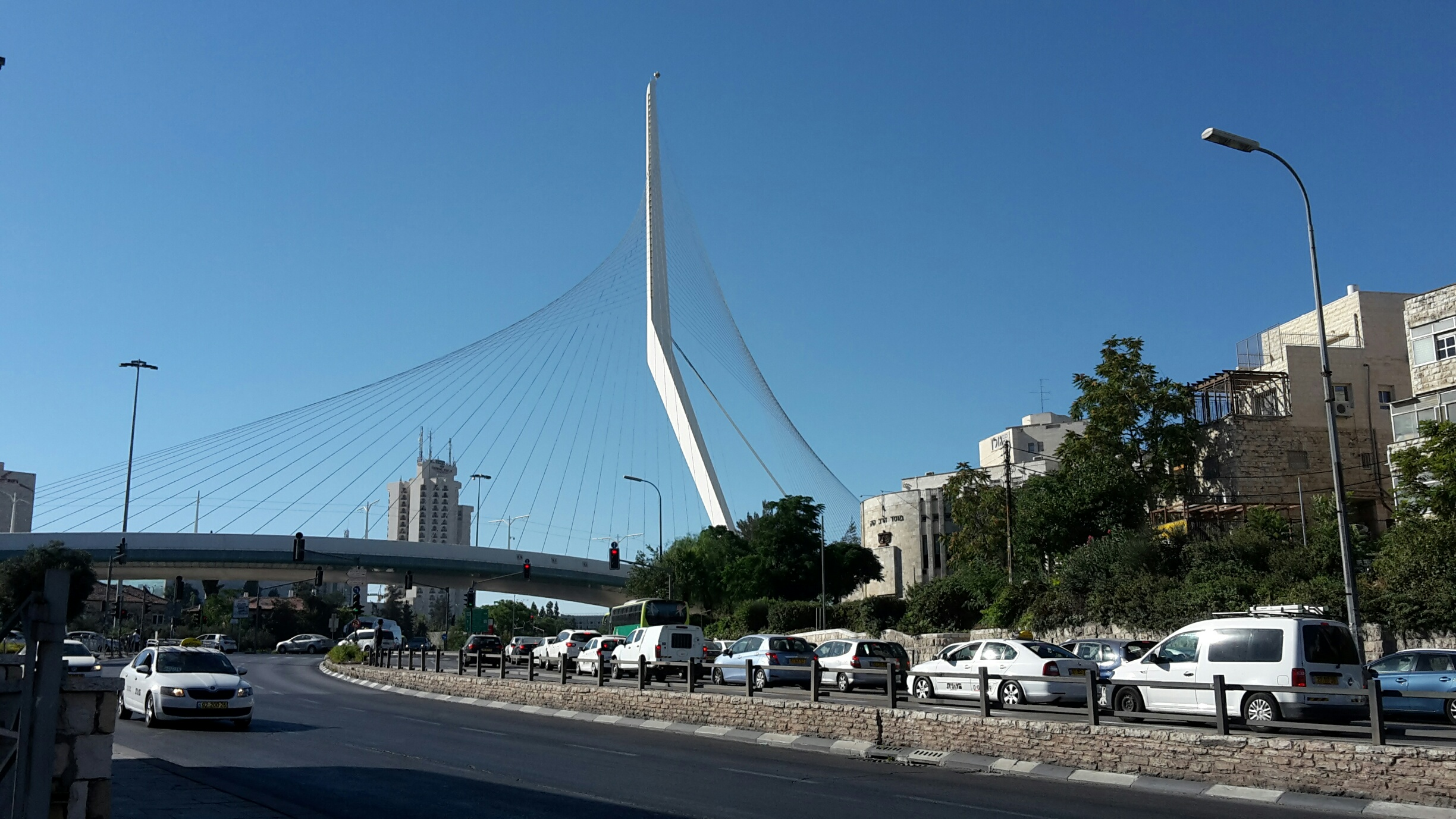
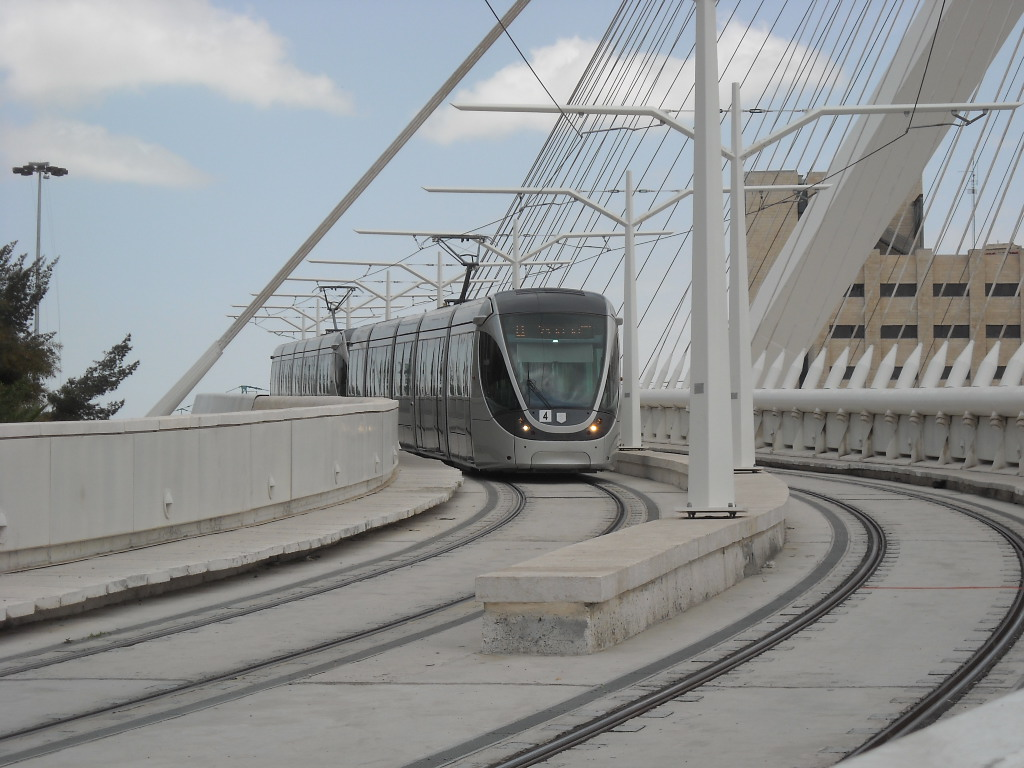
Spårvagn
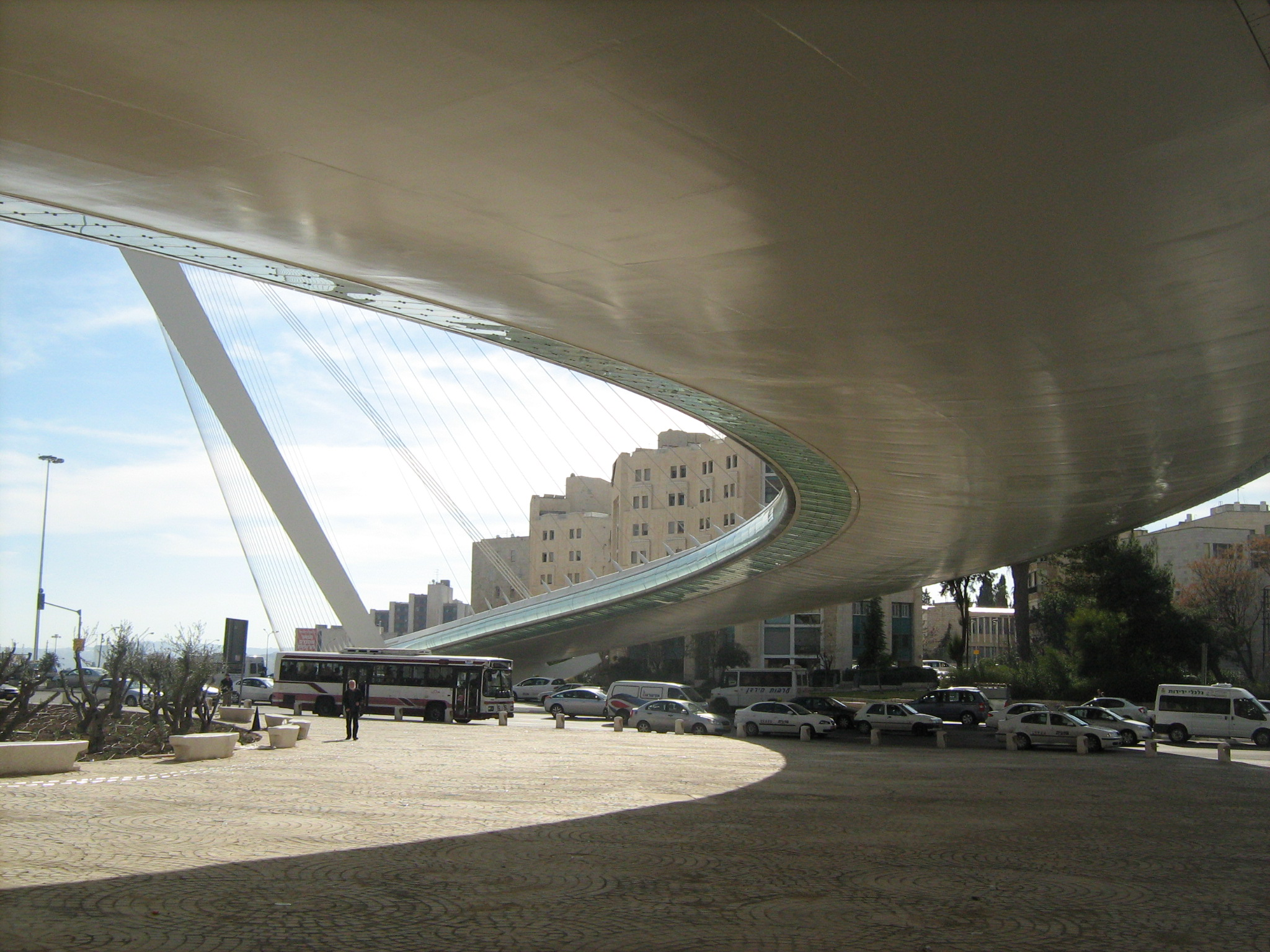